# Anolis fungosus
Anolis fungosus (аноліс Маєрса) — вид ігуаноподібних ящірок родини анолісових (Dactyloidae). Мешкає в Центральній Америці.

## Поширення і екологія
Аноліси Маєрса мешкають в горах Коста-Рики і Панами. Вони живуть у вологих тропічних лісах, на висоті від 1200 до 1600 м над рівнем моря.

## Збереження
МСОП класифікує стан збереження цього виду як близький до загрозливого. Anolis fungosus загрожує знищення природного середовища.